# 諫早市立森山図書館
諫早市立森山図書館（いさはやしりつもりやまとしょかん）は、長崎県諫早市森山町慶師野にある市立の公共図書館。前身は諫早市と合併する前の森山町の森山町立図書館である。

## 概要
開館時間 10:00～18:00
休館日
- 毎週火曜日
- 国民の祝日（土日は開館）
- 毎月第3木曜日
- 特別図書整理期間
- 年末年始（12月28日～1月4日まで）

施設
- 木造瓦葺平屋建て（一部鉄筋コンクリート造り）
  - 一般図書部門（一般図書の書架、読書スペース）
  - 児童図書（幼児から小学生をおもな対象とする図書、読書スペース）
  - 新聞・雑誌コーナー（全国紙・地方紙・スポーツ新聞のスペース）
  - 参考室（長崎県内を中心とした地域資料・参考図書、全国の電話帳）　
  - その他のサービス部門（視聴覚資料の貸出・館内視聴、インターネットコーナー等）
  - 映像ホール（講演・映写会などの開催が可能）
  - 展示室（資料の展示）
  - 和室

利用者
図書の貸出等には図書館利用者カードの発行を受けることが必要である。
- 図書館利用者カードを発行できる者
  - 諫早市内在住者
  - 諫早市内への通勤・通学者

## 沿革
- 1994年　森山町立図書館準備室設置
- 1996年3月24日　森山町立図書館開館
- 2005年3月　合併により諫早市立森山図書館となる
- 2016年8月2日　落雷により火災が発生し休館となる。

## アクセス
- 島原鉄道森山駅及び県営バス・島鉄バス森山駅前停留所から徒歩15分
- 県営バス唐比車庫行森山図書館前停留所から徒歩1分